# Trichoclinocera brunnipennis
Trichoclinocera brunnipennis är en tvåvingeart som först beskrevs av Axel Leonard Melander 1927.  Trichoclinocera brunnipennis ingår i släktet Trichoclinocera och familjen dansflugor.
Artens utbredningsområde är Kalifornien. Inga underarter finns listade i Catalogue of Life.